# 泉湖镇 (酒泉市)
泉湖镇，是中华人民共和国甘肃省酒泉市肃州区下辖的一个乡镇级行政单位。
2015年，甘肃省民政厅批复同意撤销泉湖乡，设立泉湖镇。

## 行政区划
泉湖镇下辖以下地区：
四坝村、沙滩村、花寨村、头墩村、永久村、营门村、春光村、泉湖村和水磨沟村。